# Rotbeinfilander
Der Rotbeinfilander (Thylogale stigmatica) ist eine Känguruart aus der Gattung der Filander (Thylogale).

## Merkmale
Rotbeinfilander sind relativ kleine Vertreter der Kängurus. Sie erreichen eine Kopfrumpflänge von 39 bis 54 Zentimetern, der Schwanz wird 30 bis 47 Zentimeter lang. Das Gewicht beträgt 2,5 bis 6,8 Kilogramm, wobei Männchen deutlich größer und schwerer werden als Weibchen. Wie bei den meisten Kängurus sind die Hinterbeine deutlich länger und kräftiger als die Vorderbeine. Das Fell dieser Tiere ist am Rücken graubraun gefärbt, das Gesicht, die Flanken und die Hinterbeine sind rötlichbraun. An den Hüften befinden sich auffällige weißgelbe Streifen.

## Verbreitung und Lebensraum

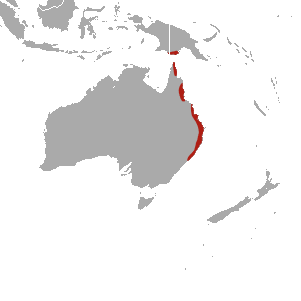
Das Verbreitungsgebiet des Rotbeinfilanders

Diese Kängurus bewohnen das südliche Neuguinea sowie die Ostküste Australiens von der Kap-York-Halbinsel bis in das mittlere New South Wales. Ihr Lebensraum sind vorwiegend Wälder, wobei sie in Regen-, Hartlaub- und anderen Waldformen vorkommen können. Sie sind vom Meeresspiegel bis in 1200 Meter Seehöhe zu finden.

## Lebensweise und Ernährung
Rotbeinfilander sind vorwiegend nachtaktiv. Tagsüber schlafen sie im Inneren der Wälder in dichter Vegetation verborgen, in der Nacht gehen sie auf Nahrungssuche, wozu sie die Waldränder aufsuchen. Im Bedrohungsfall kehren sie sofort in das schützende Waldinnere zurück. Sie leben vorwiegend einzelgängerisch, schließen sich aber bei der Nahrungssuche manchmal zu kleinen Gruppen zusammen.
Ihre Nahrung besteht vorwiegend aus zu Boden gefallenen Blättern und Früchten, manchmal fressen sie auch frische Blätter oder Gräser. Wie alle Kängurus haben sie einen mehrkammerigen Magen zur besseren Verwertung der schwer verdaulichen Pflanzennahrung.

## Fortpflanzung
Die Fortpflanzung erfolgt zwischen Oktober und Juni, nach einer 28- bis 30-tägigen Tragzeit bringt das Weibchen meist ein einzelnes Jungtier zur Welt. Wie bei anderen Kängurus auch kommt es bei ihnen zur verzögerten Geburt. Die Neugeborenen verbringen ihre ersten Lebensmonate im Beutel der Mutter und kommen nach 4,5 bis 6 Monaten erstmals heraus. Nach weiteren 1,5 bis 3 Monaten werden sie endgültig entwöhnt.

## Unterarten

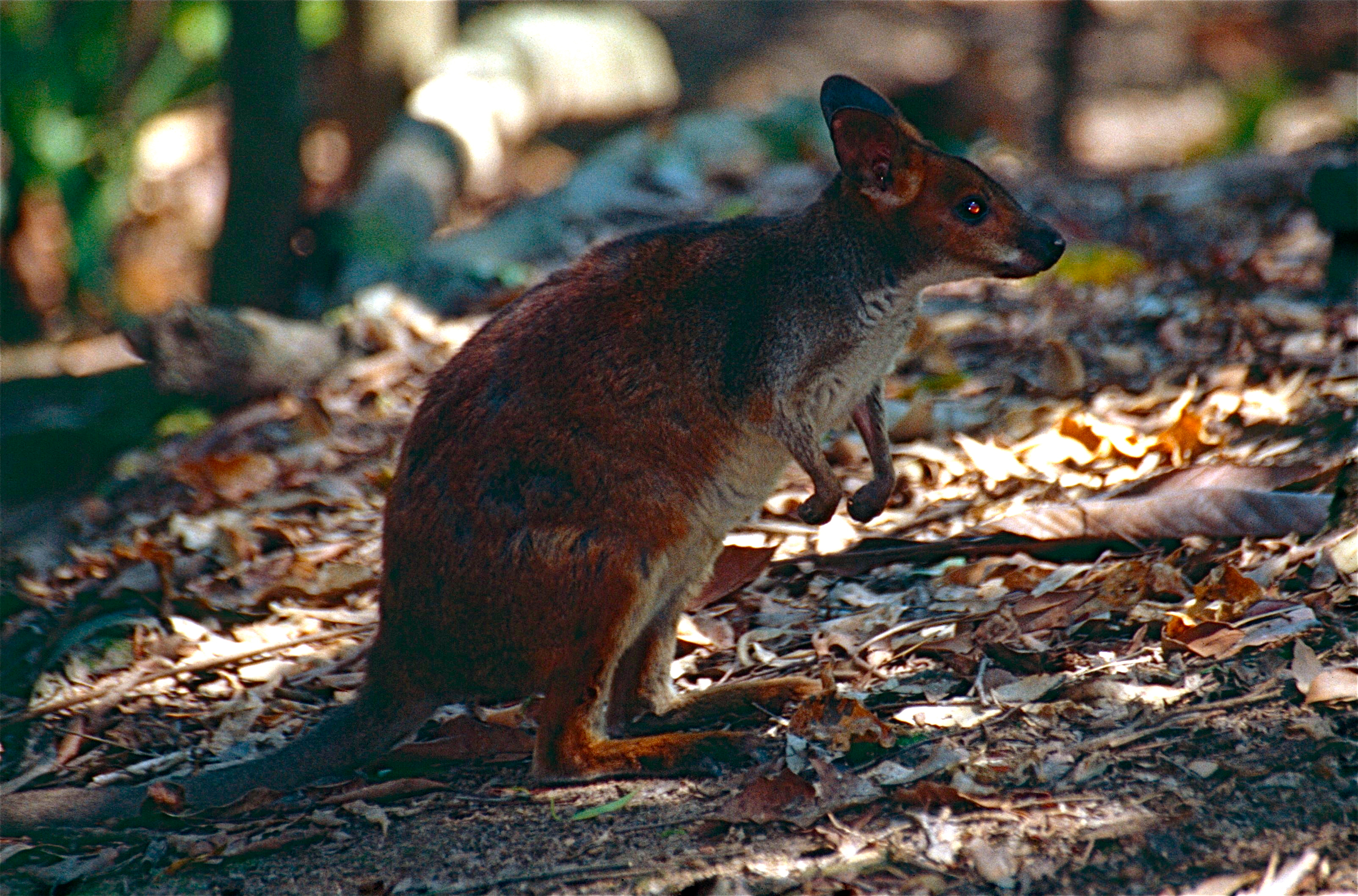
Die südliche Unterart Thylogale stigmatica wilcoxi

Es werden vier Unterarten unterschieden:
- Thylogale stigmatica stigmatica, Queensland von Cooktown bis Proserpine
- Thylogale stigmatica coxenii, Cape York-Halbinsel nördlich von Coen
- Thylogale stigmatica oriomo, südliches Papua-Neuguinea südlich des Unterlaufes des Fly
- Thylogale stigmatica wilcoxi, südöstliche Küstenregion von Queensland bis nach Wyong in  New South Wales

T. s. wilcoxi weicht genetisch stark von den anderen drei Unterarten ab und könnte eine selbständige Art sein. T. s. coxenii und  T. s. oriomo unterscheiden sich dagegen kaum und es ist zweifelhaft, ob sie als separate Unterarten klassifiziert werden sollen.

## Gefährdung
Rotbeinfilander sind relativ weit verbreitet und häufig. Gebietsweise sind die Bestände durch Lebensraumzerstörung und Bejagung (in Neuguinea) zurückgegangen, insgesamt ist die Art laut IUCN aber nicht gefährdet.